# ウィリアム・ベックウイズ・マキネス
ウィリアム・ベックウイズ・マキネス（William Beckwith McInnes、1889年5月18日 - 1939年11月9日）はオーストラリアの画家である。人物画を得意とし、「オーストラリアに住む画家によって描かれた最も優れた肖像画」に与えられるアーチボルド賞(Archibald Prize)を1921年から1936年の間に7回受賞した。

## 略歴
メルボルンのサバーブのセント・キルダ(St Kilda)に生まれた。幼いころから絵を熱心に描いた。14歳になった時、ビクトリア国立美術館の絵画教室に参加し、フレデリック・マッカビンの指導を受けた。その後リンゼー・バーナード・ホールのもとでも学んだ。美術教室で人物画や風景画で賞を得て、20歳の頃には、メルボルンの画廊で学生仲間のクロージャー(Francis Rossiter Crozier: 1883–1948)と展示会を開いて好評を得た。1911年にはヨーロッパ渡り、風景画を描き、レンブラントやベラスケス、ヘンリー・レイバーンといった大家の作品に親しんだ。
1913年にイギリスの王立油彩画家協会の展覧会に出展した。その年、メルボルンに戻り、メルボルンで個展を開き、作品はほとんど完売した。1916年にマッカビンが不在となった6ヵ月の間の代理でビクトリア国立美術館の絵画教室の教師を務め、1918年にマッカビンが亡くなった後、臨時の教授となり、1920年に正式に教授に任じられた。
1921年に最初のアーチボルド賞を受賞した後1924年まで連続して受賞し、1936年まで7回この賞を受賞した
。1925年に再びヨーロッパに渡り、人気のある肖像画家になった。1926年にビクトリア国立美術館の館長であるリンゼー・バーナード・ホールが美術品の購入の仕事でイギリスに渡っている間、館長代理を務め、1935年にホールが亡くなった後、館長職を継いだ。
肖像画家として多くのオーストラリアの重要な人物の肖像画を描いた。

## 作品

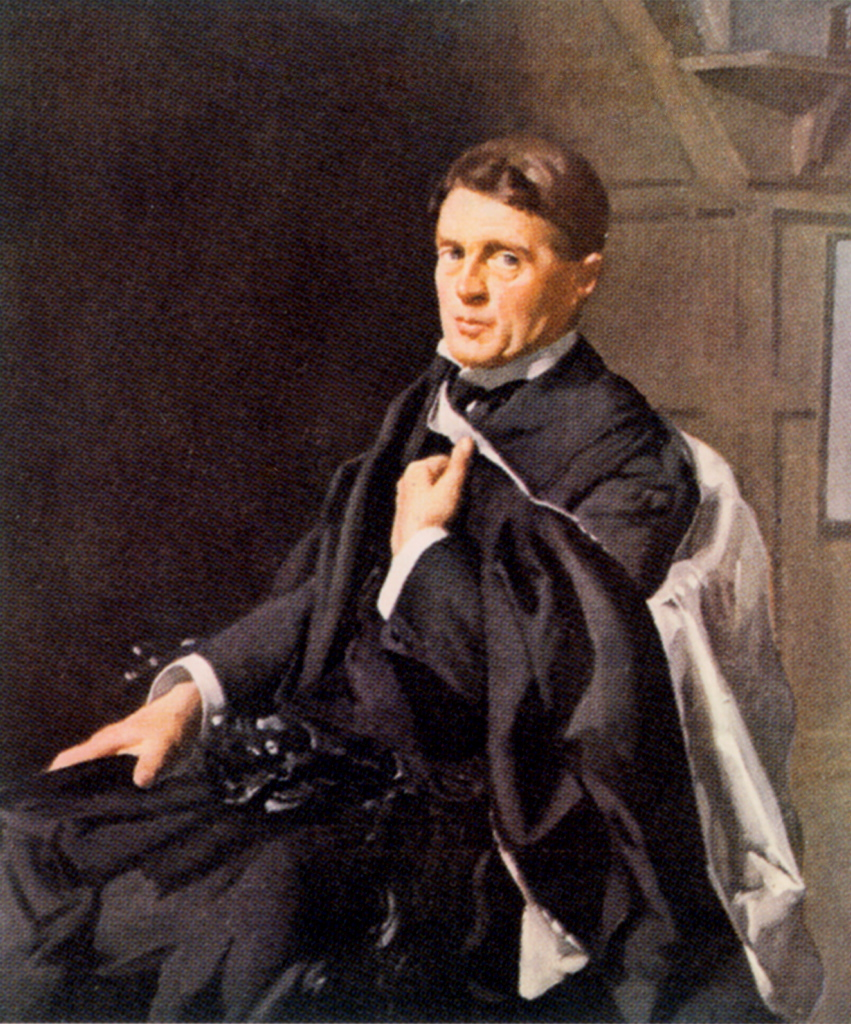
ハリソン・ムーア(メルボルン大学教授)(1922)
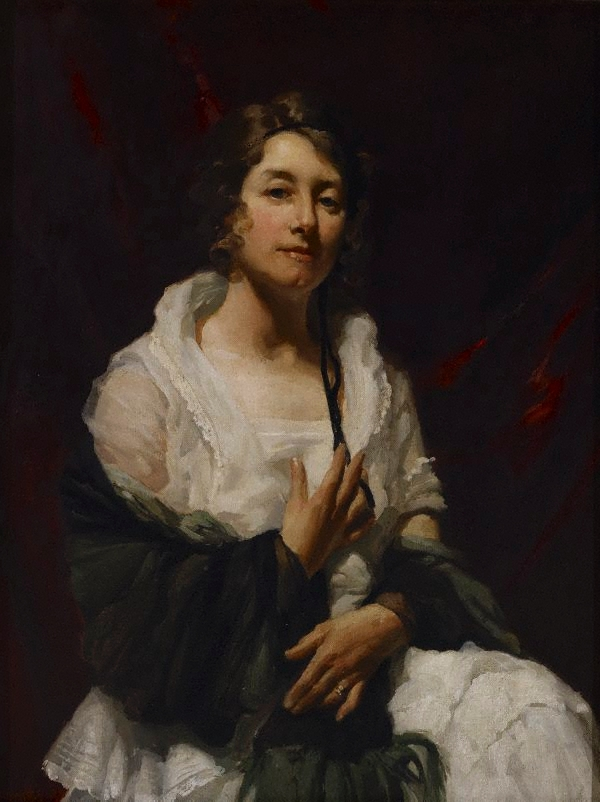
婦人像　(1923)
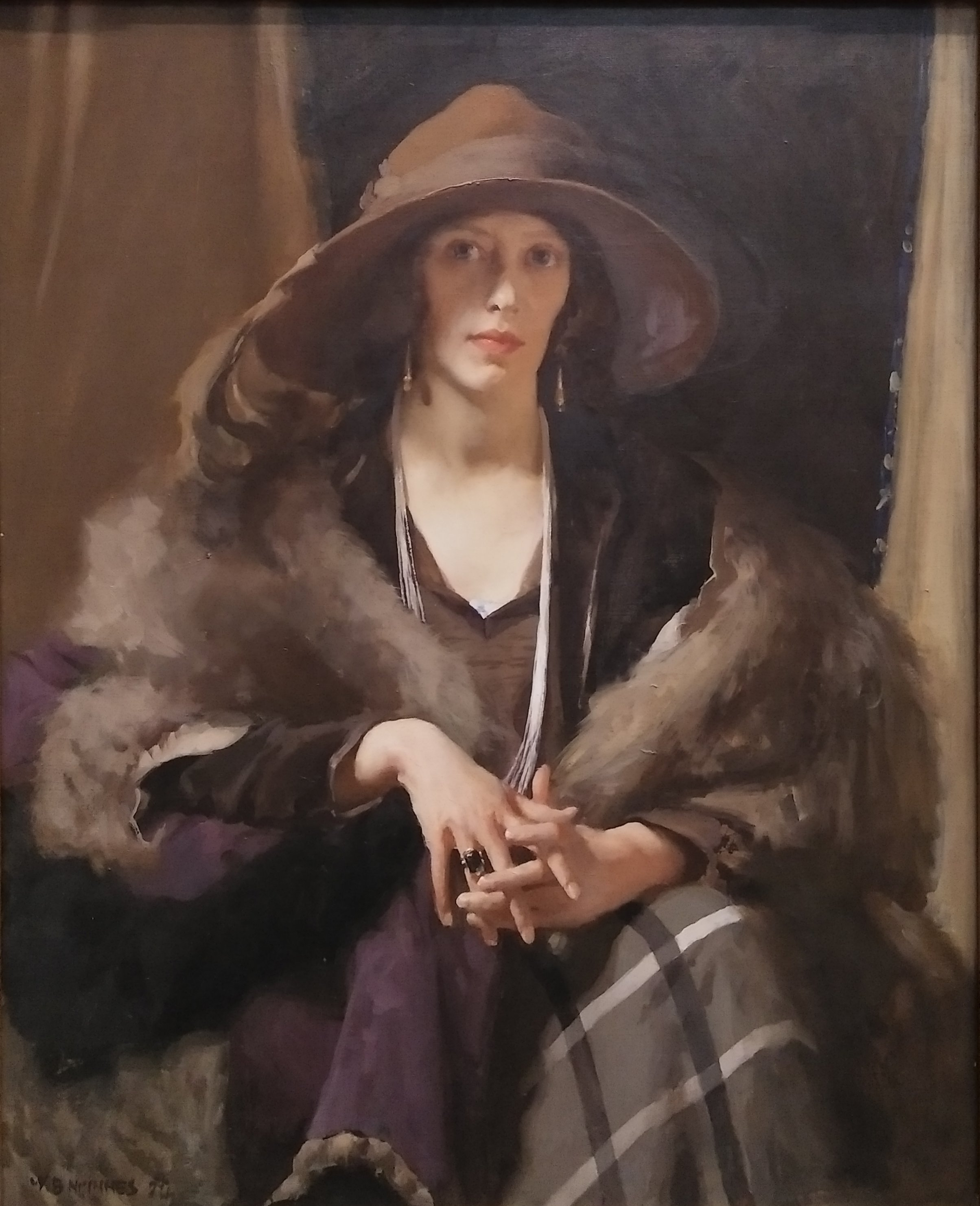
Miss Collins
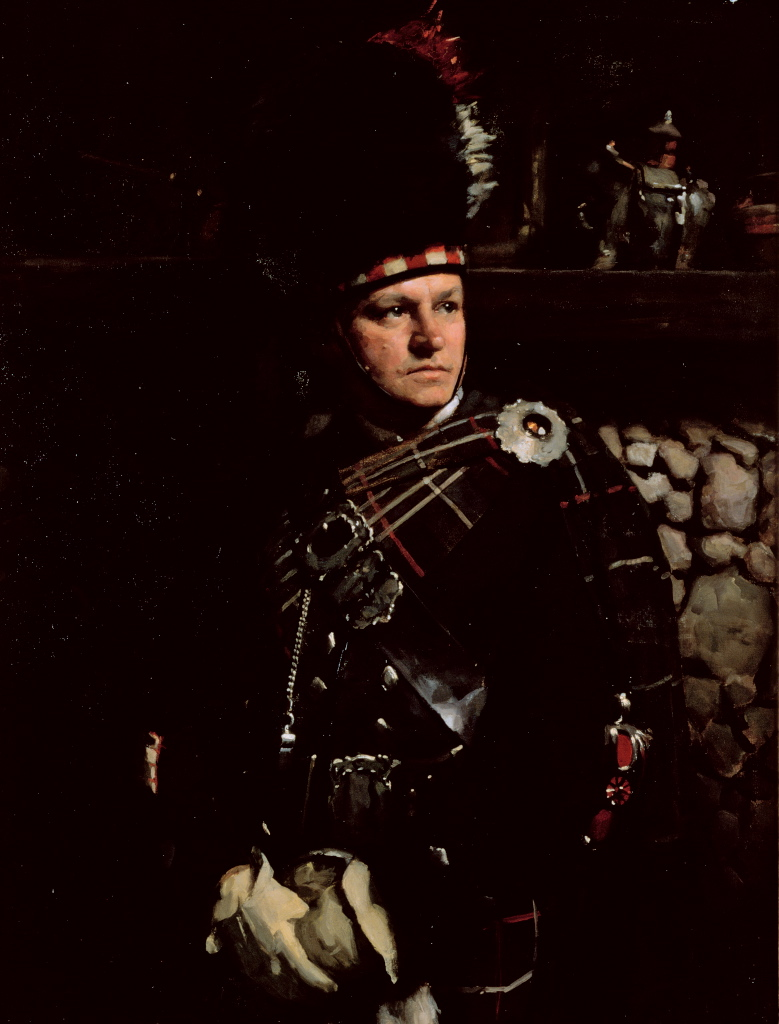
Drum-Major Harry McClelland (1930)
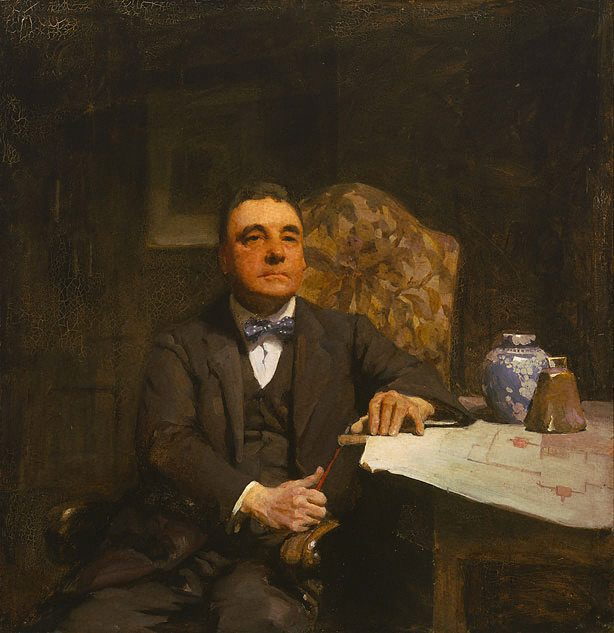
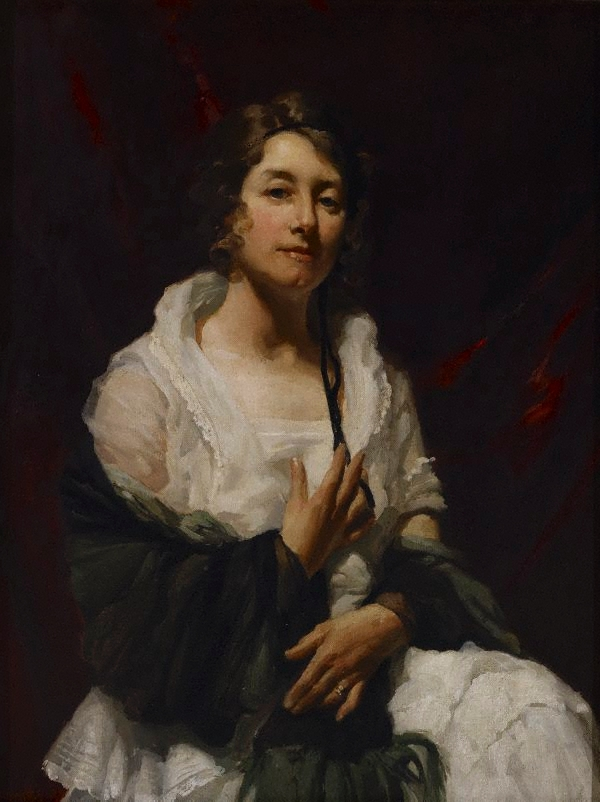
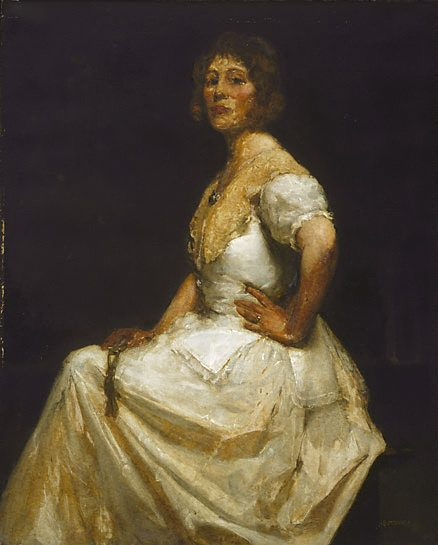
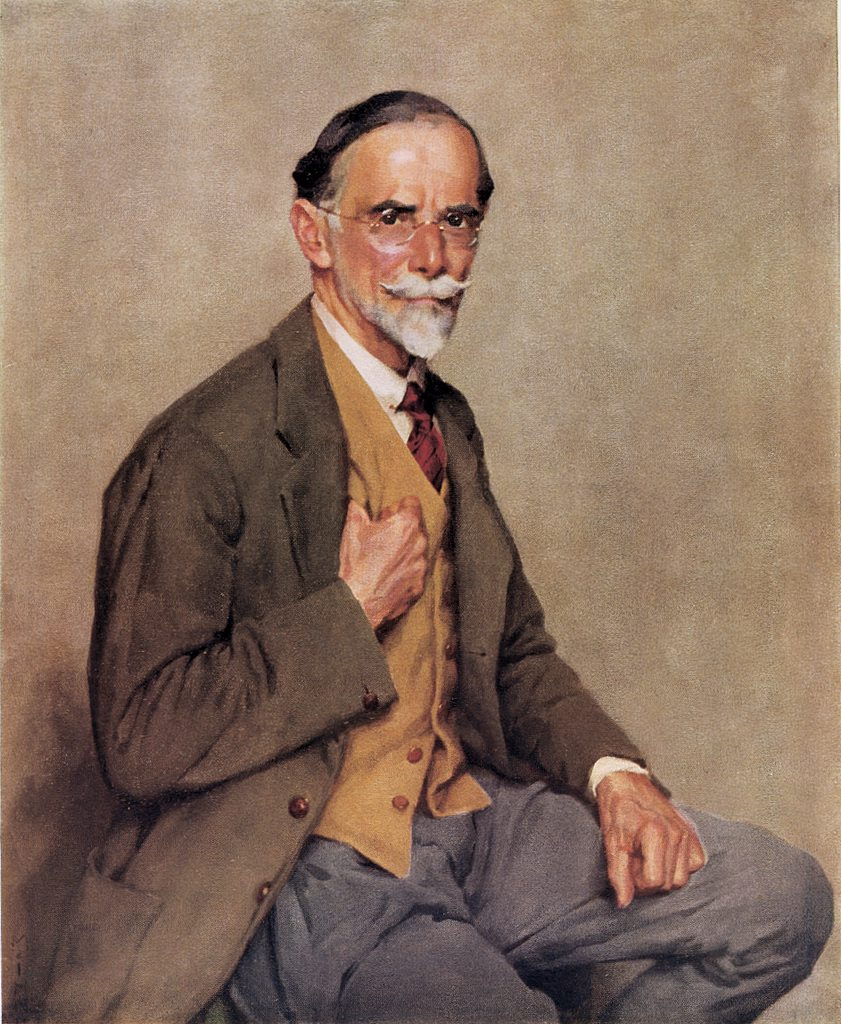